# CS (іритант)
CS (2-Хлоробензальмалононітрил) — бойова отруйна речовина подразнювальної дії.
Вперше синтезована Британськими науковцями Корсоном та Статоном (від ініціалів й утворена її назва — англ. Corson та англ. Stoughton) в 1928 році.
За нормальних умов — біла або світло-жовта речовина, помірно розчинна у воді, добре розчинна в ацетоні та бензолі. Основний спосіб переведення у аерозольний стан — термічна сублімація.
Має такі хімічні назви:
- Динітрил о-хлорбензиліденмалонової кислоти.
- Динітрил 2-хлорбензиліденмалонової кислоти.
- 2-Хлорбензиліденмалонодинітрил.
- о-Хлорбензальмалонодинітрил.
- 1,1-Диціан-2-(2-хлорфеніл)-етилен
- α-Ціан-β-(о-хлорфеніл)-акрилонітрил.

Станом на 2022 рік 118 країн задекларували в ОЗХЗ наявність у себе спецзасобів на основі 2-хлоробензальмалононітрилу як засобу боротьби з масовими заворушеннями.

## Властивості

### Токсичність
Речовина CS має такі основні показники токсичності для «звичайної» людини (масою 70 кг), яка вдихає близько 15 літрів повітря на хвилину (тобто має легке фізичне навантаження):
- Концентрація отруйної речовини на 1 м³ повітря за нормальних умов: 1 мд = 7,71 мг/м³ при 25 °C
- Летальна доза аерозолю або парів для 50 % піддослідної популяції. Летальну концентрацію ЛК50 можна обчислити поділивши значення ЛКτ50 на час дії агента в хвилинах:
  - ЛКτ50(інгаляція): 52 г·хв/м³…61 г·хв/м³
- MEG (англ. Military exposure guidelines), або граничні значення згідно настанов для військових у розгорнутих частинах. Ці рівні обчислені для контактів протягом 1 години та поділені на три рівні залежно від загрози для здоров'я:
  - Мінімальний (англ. negligible), постійна дія отруйної речовини вище цієї концентрації може призвести до легких, швидко мінливих наслідків на здоров'я людей, але не знизить боєздатність особового складу: 0,050 мг/м³.
  - Значний (англ. significant), постійна дія отруйної речовини вище цієї концентрації може мати незворотні, тяжкі наслідки для здоров'я та призводити до зниження боєздатності особового складу, навіть знерухомлення окремих людей: 0,50 мг/м³,
  - Тяжкий (англ. critical), постійна дія отруйної речовини вище цієї концентрації може становити загрозу життю та велику небезпеку для здоров'я окремих людей: 11 мг/м³

Рівні AEGL (англ. Acute Exposure Guideline Levels) визначають ризик від одноразової, неповторюваної співдії з отруйними речовинами розчиненими в повітрі, єдиний раз в житті. Вони обчислені для граничних рівнів у розрахунку на звичайне населення, їх використовують для оцінки небезпеки за надзвичайних подій. Для зарину граничні концентрації мають таке значення:
| Рівень загрози | Тривалість дії отруйного агента | Тривалість дії отруйного агента | Тривалість дії отруйного агента |
| 1 година | 4 години                        | 8 годин                         |                                 |
| --- | ------------------------------- | ------------------------------- | ------------------------------- |
| AEGL-1: концентрація в повітрі вище якої звичайна людина може відчувати помітний дискомфорт, подразнення, або певні асимптоматичні ефекти                                                  |                                 |                                 |                                 |
| AEGL-2: концентрація в повітрі вище якої звичайна людина може відчувати незворотні або інші вагомі, тривалі наслідки для здоров'я, або послаблення здатності втікати від джерела зараження | 0,083 мг/м³                     | 0,083 мг/м³                     | 0,083 мг/м³                     |
| AEGL-3: концентрація в повітрі вище якої для звичайної людини наступає небезпека для здоров'я або загроза смерті                                                                           | 11 мг/м³                        | 1,5 мг/м³                       | 1,5 мг/м³                       |

Дослідженнями не вдалось встановити рівню концентрації речовини в повітрі, яка би відповідала умовам AEGL-1. Дія (відчуття печіння в очах, виділення сліз, подразнення в носі, роті, горлі) за досліджених мінімальних концентрацій перевищує визначені рівні AEGL-1.
Показники для AEGL-3 були обчислені на основі досліджень на тваринах та згідно встановлених методик.
Недоліком цих показників є те, що вони обчислені на основі досліджень або на тваринах, або ж над здоровими добровольцями з числа військових. Людей з хронічними хворобами дихальних шляхів у ці дослідження зазвичай не брали.

## Визначення
Наявність аерозолів CS у повітрі можна визначити індикаторними трубками ИТ-47 та ИТ-49. Проте, на заваді точному визначенню може стати наявність у повітрі речовин, що вступають в реакцію з реагентами всередині трубок. Зокрема, це може бути: синильна кислота, хлороціан, антраценовий дим, фосген та люїзит, пари хлороводню, хлор, металхлоридні дими.
Під дією високих температур (наприклад, під час переведення у стан аерозолю шляхом термічної сублімації) 2-хлоробензальмалононітрил частково розкладається з виділенням незначної, але помітної кількості високотоксичних, потенційно летальних, речовин, зокрема — синильної кислоти, малононітрилу, та інших.

## Використання

### Огляд

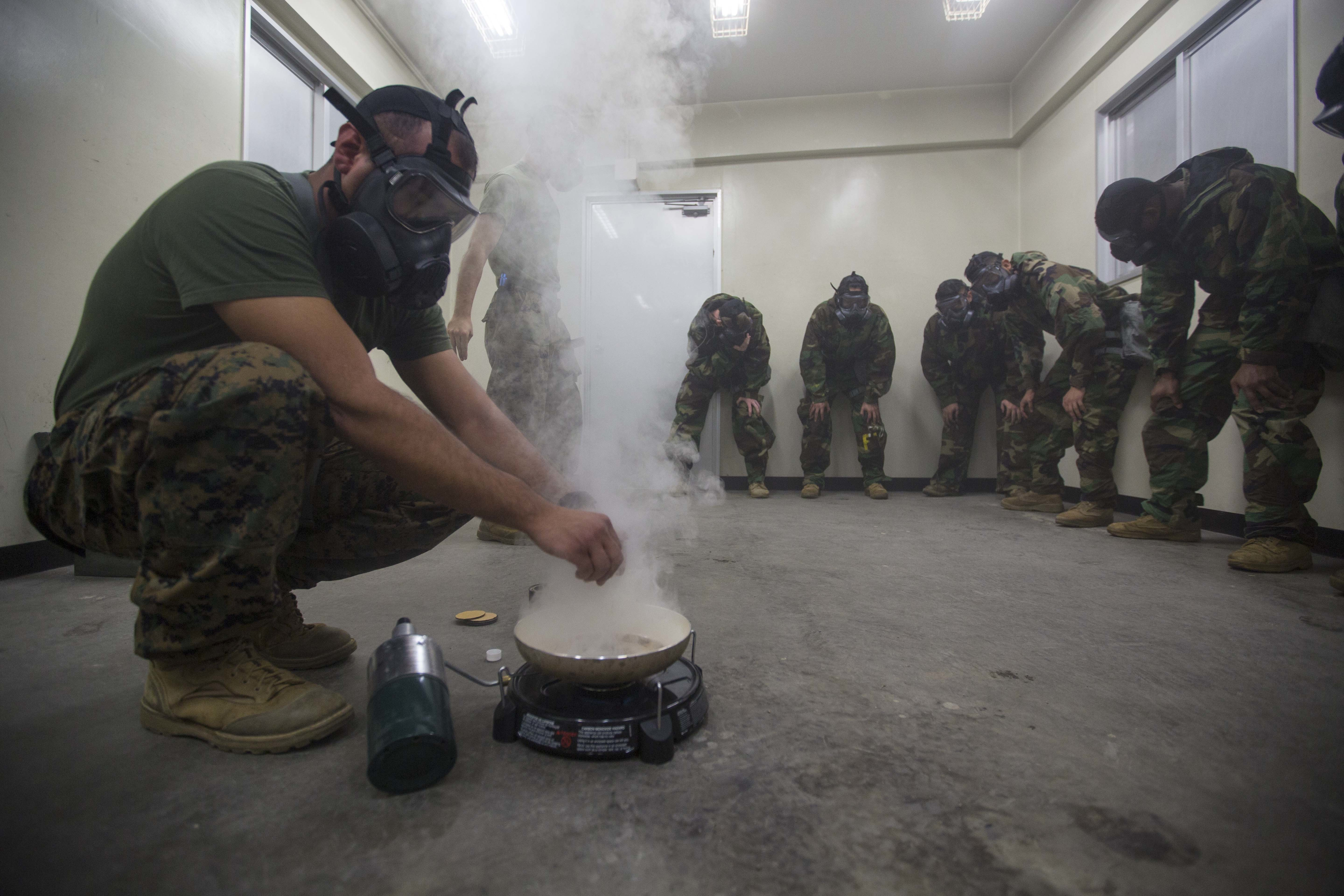
Американські військові відпрацьовують особистий захист від хімічних атак. Розпечена пательня служить для перетворення капсул з речовиною CS на аерозоль

Власне сама речовина CS була винайдена американськими науковцями Беном Корсоном та Роджером Статоном в 1928 році. Однак, за нормальних умов це білий кристалічний порошок, непридатний до практичного використання.
Ситуація змінилась в 1956 році, коли Британські науковці знайшли спосіб ефективного перетворення речовини на придатний для практичного застосування аерозоль.
Завдяки помітно меншій летальності та значно вищій ефективності засоби на основі CS швидко замінили засоби на основі речовини CN (хлорацетофенон) в арсеналі військових та правоохоронних органів багатьох країн світу. Вперше застосовано в 1961 році Британським контингентом на Кіпрі.
В Радянському Союзі речовина отримала позначення «продукт 65» (Р-65), всередині 1970-х років виробництво було налагоджено в цеху № 73 виробничого об'єднання «Хімпром» у Новочебоксарську (Чувашія).
Речовину CS перетворюють на аерозоль різними шляхами: завдяки піротехнічним сумішам, під час горіння яких відбувається термічна сублімація — коли випари потрапивши в холодніше повітря миттєво перетворюються на аерозоль з дрібних кристалів або ж дрібні краплі суперохолодженої рідини, розпорошення підготовленого порошку (в тому числі — внаслідок вибуху піротехнічного заряду), розпилення або ж поливання струменем розчину.

### Небойове застосування

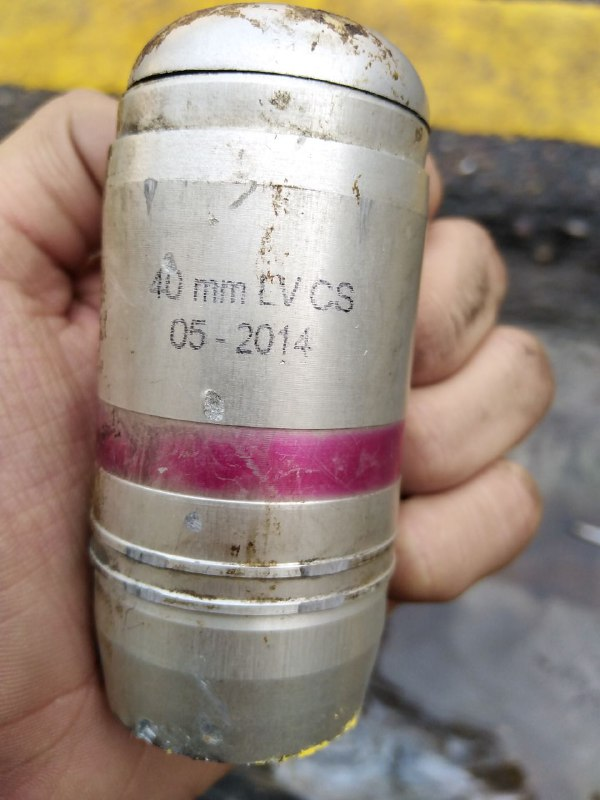
40 мм граната військового призначення використана для придушення масових протестів 2019 року в Іраці

Попри те, що CS за оцінками вважають засобом нелетальної дії, відомі інциденти, під час яких траплялись летальні випадки.
Зокрема, Радянська армія застосувала спецзасоби — аерозольні гранати «Черемуха» з отруйною речовиною CN (хлорацетофенон) та чотири аерозольні гранати К-51 з речовиною CS під час розгону масових протестів 9 квітня 1989 року в Тбілісі. Вибухи гранат спричинили паніку, яка разом із силовими спробами військових звільнити площу призвела до тисняви та майже чотирьох тисяч постраждалих, 543 потерпілих було госпіталізовано.
В залежності від обраного способу застосування, можуть існувати супутні ризики. Так, за однією з версій, під час штурму маєтку сектантів у Маунт-Кармел (Вако, США) смертоносна пожежа могла статись через використання правоохоронцями піротехнічних гранат з речовиною CS. Попри тривалі заперечення ФБР згодом було підтверджено, що під час штурму були використані сльозогінні гранати M651, однак так і не було доведено, що саме вони стали джерелом займання.
Під час розгону масових заворушень в жовтні 2019 року в Іраці мали місце численні летальні випадки внаслідок ураження протестувальників уламками від світлошумових гранат та влучення 40-мм гранат M651 у незахищені частини тіла та голову. Були зафіксовані випадки ураження в голову з проникненням гранати безпосередньо в мозок жертви. На відміну від поліцейських спецзасобів, застосовані гранати військового призначення мають більшу масу та жорсткіший корпус.
Розпечені гранати з речовиною CS становлять небезпеку опіків при контакті зі шкірою. Частки аерозолю, що опинились на одязі чи шкірі потерпілих можуть вражати медичний персонал, який надає допомогу потерпілим.

## Бойове застосування
Слід зазначити, що застосування хімічних засобів боротьби з заворушеннями (зокрема, речовин сльозогінної дії до яких належить CS) «як засіб ведення війни» заборонено Конвенцією про хімічну зброю (стаття 1, пункт 5) та Женевським протоколом 1925 року.

### Війна у В'єтнамі

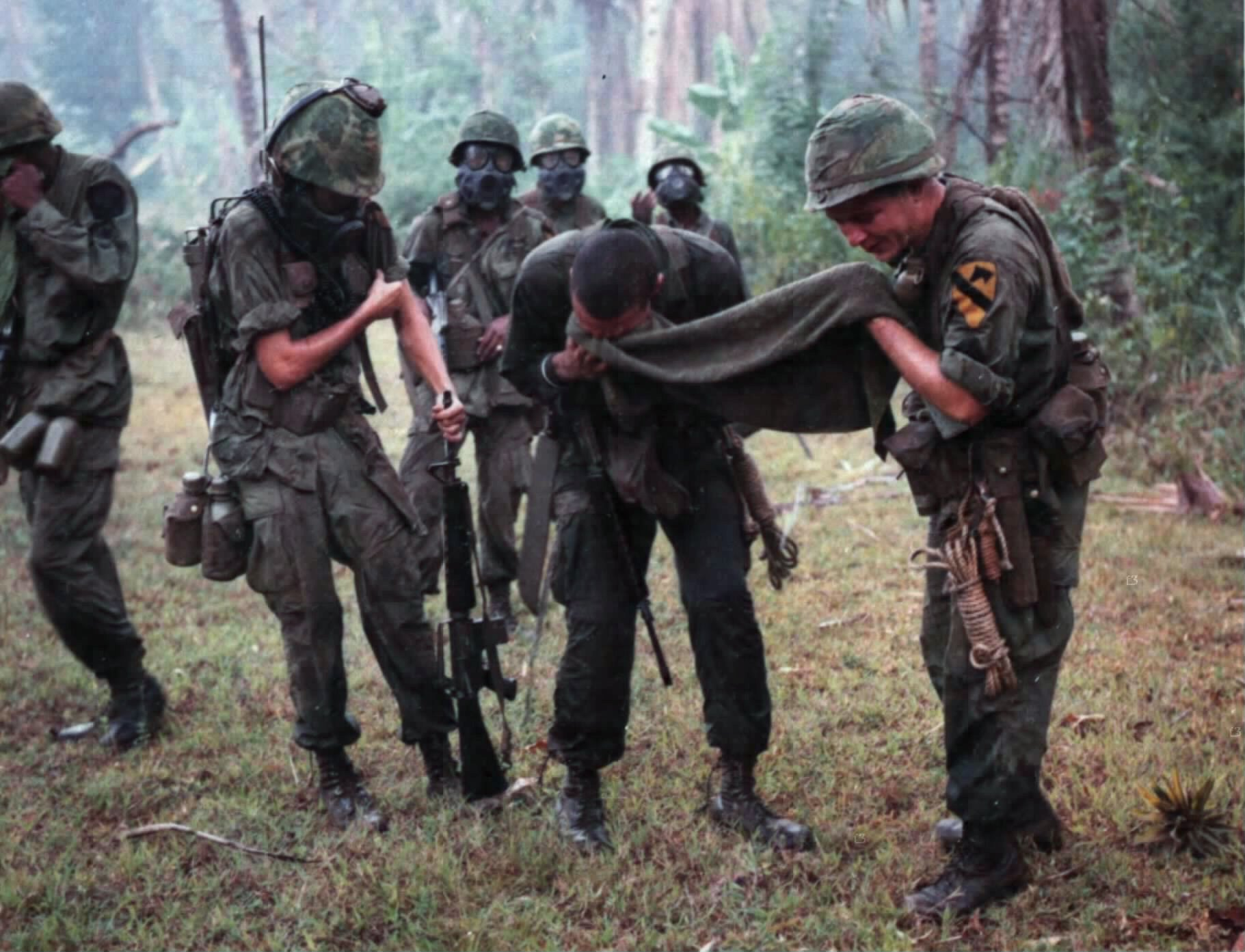
Пара американських військових опинилась в зоні дії речовини CS без засобів індивідуального захисту, операція «Першинг», липень 1967

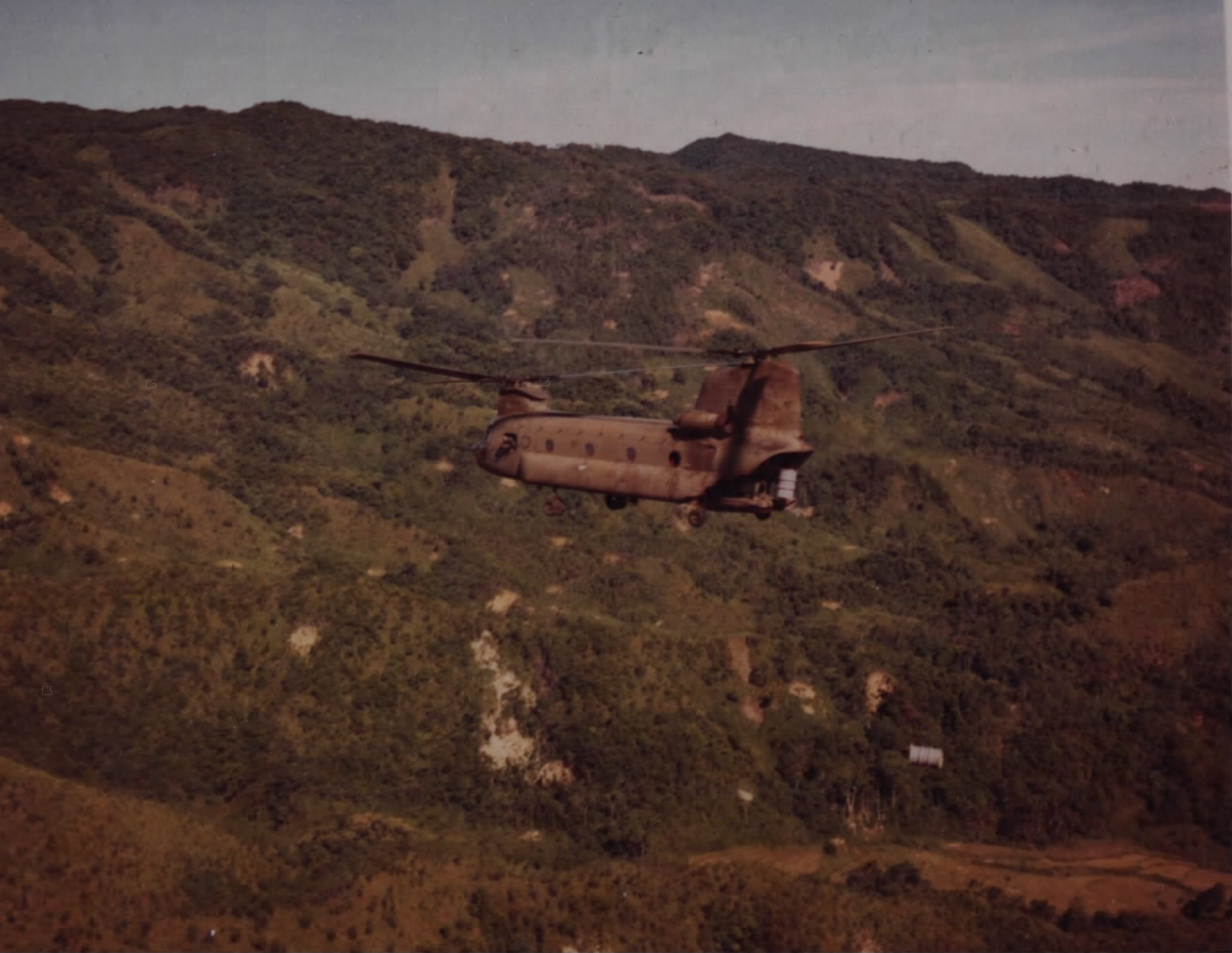
Скидання з американського CH-47 Chinook бочок ємністю 55 галонів з речовиною CS на позиції Вієтконгу, операція «Першинг», липень 1967

Сполучені Штати ратифікували Женевський протокол 1925 року 22 січня 1975 року. Таким чином, вони тривалий час були єдиною промислово розвиненою державою, що не ратифікувала цю угоду. Натомість, неофіційна політика передбачала, що Сполучені Штати не будуть першими застосовувати хімічну зброю у бойових діях.
Сухопутні війська США отримали на озброєння засоби з речовиною CS з 1958 року, на заміну засобам з речовиною CN. Армія Республіки В'єтнам стала отримувати такі засоби з 1962 року.
Ідея використання боєприпасів з CS для захисту повітряного десанту при виході-поверненні до вертольотів з'явилась у американського командувача агентства хімічних озброєнь в ході візиту до В'єтнаму в 1962 році. В 1963 році у форт Кемпбел (штат Кентукі) відбулись випробування (операція англ. Water Bucket) в умовах, наближених до бойових. Була доведена ефективність CS та виявлена потреба в розробці нових боєприпасів на його основі.
В листопаді 1964 року сльозогінні засоби було використано вперше, для розгону протестів буддиських монахів, відтоді почалось негласне застосування військовими АРВ сльозогінних засобів і проти бійців В'єтконгу.
В березні 1965 року американські морські піхотинці вперше стали таємно застосовувати сльозогінні речовини та гербіциди в бойових діях. Майже одразу про це стало відомо широкому загалу, що спричинило гучний скандал у світових ЗМІ (надто — в комуністичних).
Скандал вдалось приборкати, в тому числі, завдяки виступам Президента США Ліндона Джонсона, який пояснив застосування сльозогінних боєприпасів тим, що вони начебто рятують життя (зокрема, не є летальними) та газові балончики легко доступні громадянам у США й такими засобами користується поліція проти власне самих громадян США для розгону масових заворушень.
У вересні 1965 року стався переломний момент у застосуванні сльзогінних газів, коли підрозділ морських піхотинців успішно застосував речовину CS аби примусити бійців В'єтконгу звільнити підземний комплекс разом з близько 400 цивільними. Цей випадок спонукав Об'єднаний комітет начальників штабів 3 листопада 1965 року надати дозвіл застосування речовин CS та CN. Відтоді американські військові застосовували речовину CS для зачистки підземних комплексів та фортифікацій, патрулями для відриву від переслідування, її розпилювали, аби завадити противнику доступ до певних ділянок місцевості.
Сльозогінні гази стали в нагоді й під час Тетського наступу для бойових дій в умовах міста: американські військові інтенсивно користувались ними аби примусити живу силу противника покинути свої укриття в забудові й потрапити під обстріл звичайної вогнепальної зброї.
Американські військові мали на озброєнні хімічні гранати M7A2 та M25A2. Також вони застосовували імпровізовані вибухові пристрої для розпорошення отруйної речовини, скидали контейнери з отруйною речовиною з вертольотів, тощо. При зачистці підземних тунелів отруйну речовину нагнітали під землю з господарських розпорошувачів гербіцидів «Mity Mite» (офіційно — M106).
«Тунельні щури» мали звичайні протигази, які захищали їх від CS та диму від димових гранат, але не давали жодного захисту від чадного газу чи браку кисню в погано провітрюваних тісних тунелях.
Як потім зазначало Міністерство оборони США, використання нелетальних сльозогінних газів, аби примусити противника покинути безпечні укриття та опинитись в зоні ураження звичайної зброї, виявилось ефективним способом збільшити втрати у живій сили у нього, та зменшити втрати — у себе.
Та під впливом подій у Сполучених Штатах (масові протести, інциденти з загиблими, тощо), громадянської війни в Ємені (де єгипетські військові перейшли до застосування бойових отруйних речовин після нелетальних сльозогінних газів), суспільні настрої істотно змінились, аж поки 8 квітня 1975 року Президент Джеральд Форд видав указ 11850 яким було заборонене перше застосування речовин подразнювальної дії в бойових умовах за певними винятками. Перше застосування або застосування їх у відповідь залишилось можливим лише з дозволу Президента.
Всього протягом 1964—1970 років сукупні закупівлі американськими військовими речовини CS склали близько 1934 тони, рецептур CS1 та CS2 — по майже три тисячі тон кожної.

### Російсько-українська війна

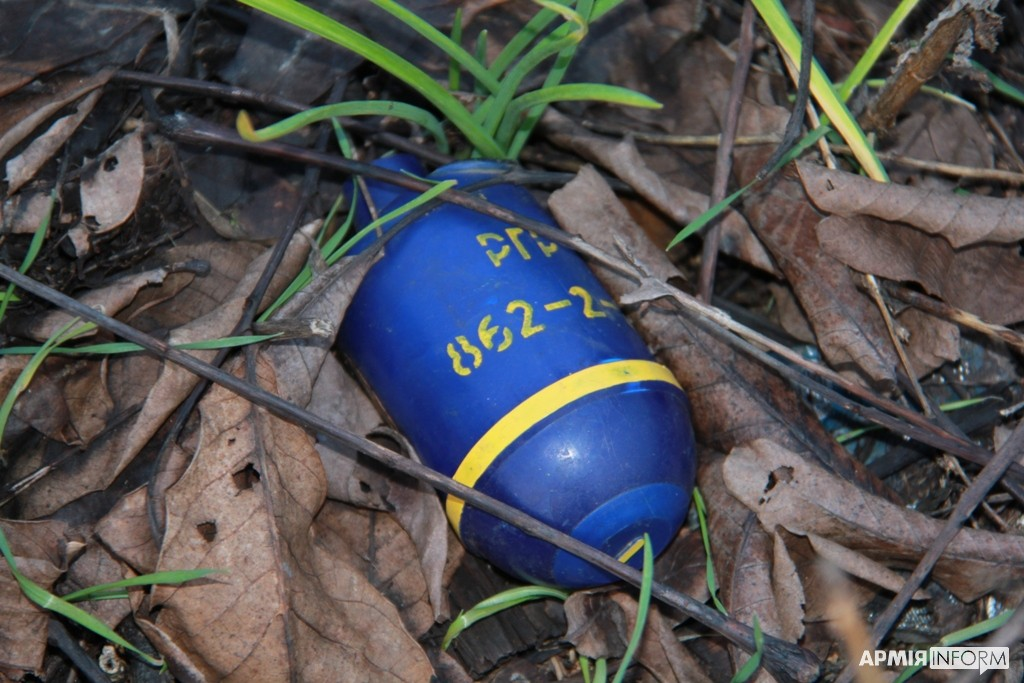
Знайдена в серпні 2022 року під Сулигівкою (Харківська область) ручна аерозольна граната РГР «Рулет-ВВ»

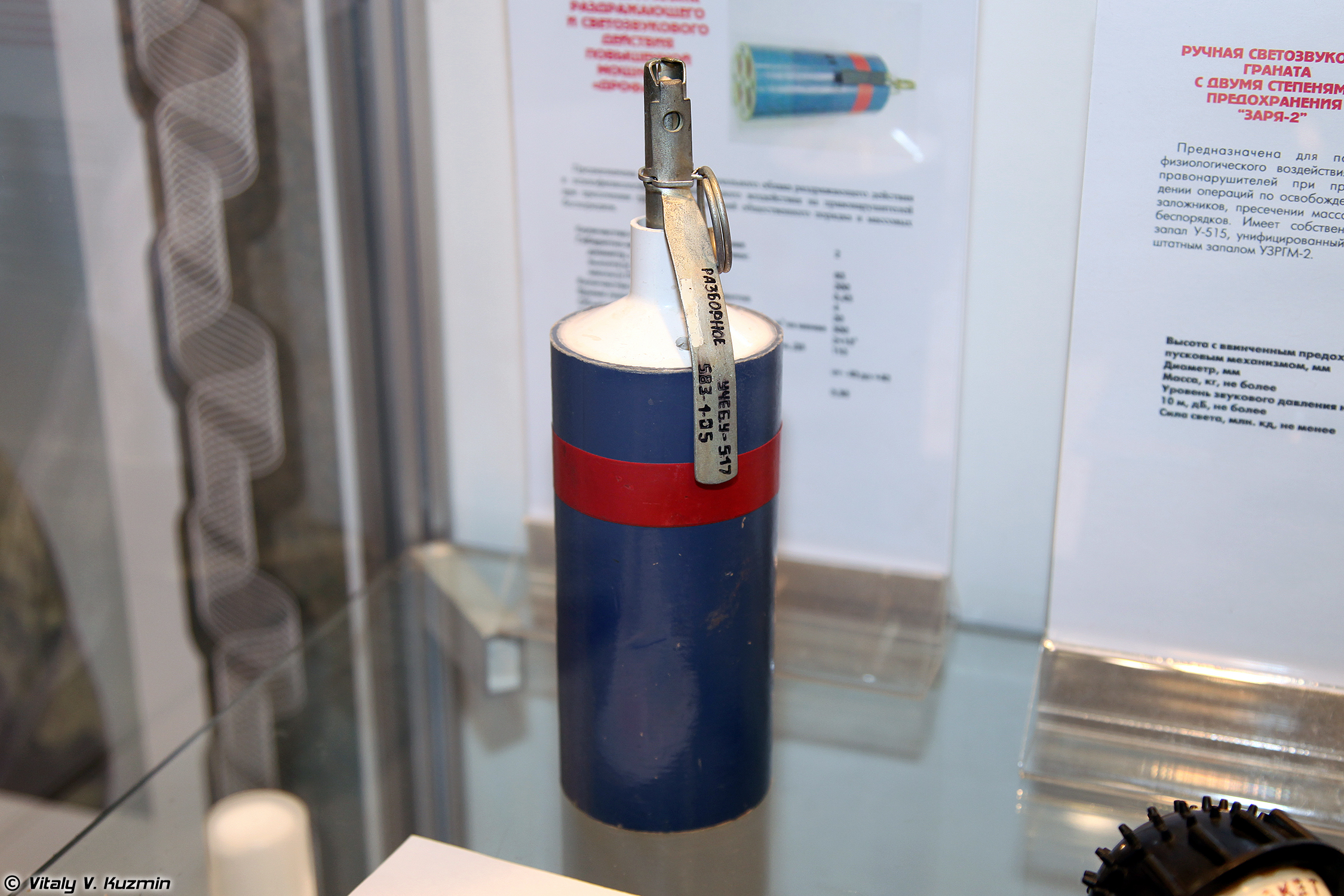
Ручна граната комбінованої подразнювальної та світлошумової дії «Дрофа-ПМ» на виставці Интерполитех 2013

Попри заборону застосування отруйних речовин подразнювальної дії російські бойовики та російські військові неодноразово застосовували гранати К-51 (отруйна речовина — CS). Зокрема, під час боїв за термінали Донецького аеропорту в 2015 році. Тоді було неодноразово помічено застосування сльозогінної отруйної речовини проти українських захисників.
Сили оборони України неодноразово повідомляли про застосування цих хімічних гранат під час повномасштабного вторгнення з лютого 2022 року. Тепер вже росіяни скидали ці гранати на позиції українських військ з квадракоптерів.
Траплялись і випадки, коли українським військовим вдалось засобами радіоелектронної боротьби знешкодувати ворожі квадрокоптери, з хімічною гранатою для скидання на позиції українських захисників, відомі й випадки, коли безпілотники збивали.
Численні випадки із застосуванням отруйної речовини типу CS тяжкими пораненнями українських захисників і летальним випадком були зафіксовані наприкінці 2023 року в Запорізькій області.
9 грудня 2022 року під час засідання Постійної ради ОБСЄ у Відні Європейський Союз засудив застосування гранат із сльозогінним газом російськими військовими.
Станом на кінець грудня 2023 року від початку повномасштабного вторгнення Сили оборони України зафіксували 465 фактів застосування російськими військовими боєприпасів з отруйними хімічними речовинами. При чому, такі випадки стають дедалі частішими.
Зазвичай російські військові скидають з БПЛА ручні гранати, такі як К-51, РГР та ручна газова граната «Дрофа-ПМ». Були зафіксовані випадки застосування нових гранат РГ-Во, які могли бути споряджені речовиною CS.